# Olesicampe lophyri
Olesicampe lophyri là một loài tò vò trong họ Ichneumonidae.